# Арцах (композиция)
«Арцах» (арм. «Արցախ») — инструментальная композиция, написанная современным армянским композитором Ара Геворкяном в 1999 году в своем альбоме «Ани». Произведение стало очень популярным в Армении. Оно было использовано в различных культурных и политических мероприятиях. Фигуристы, гимнасты и другие атлеты по всему миру использовали его в своих выступлениях.

## Название
Арцах был одной из 15 провинций Великой Армении. Позже название «Арцах» стало применяться к непризнанной Нагорно-Карабахской Республике, которая при поддержке Армении добилась фактической независимости от Азербайджана в результате Первой Карабахской войны 1991—1994 годов и сохраняла её вплоть до военной операции, проведённой Азербайджаном в 2023 году. В Армении исход Первой Карабахской войны считали «освобождением армянами своих исторических земель», и композиция Ара Геворкяна посвящена той победе.

## Спор
В 2007 году посол Азербайджана в России и бывший певец Полад Бюльбюль-оглы заявил, что «Арцах» является азербайджанской песней. Ара Геворкян ответил, что заявление Бюльбюль-оглы является результатом конфуза из-за произошедшего инцидента в одном из эпизодов российского телешоу «Ледниковый период». Во время выступления российской певицы Александры Савельевой и израильского фигуриста Сергея Сахновского изначально было объявлено, что будет использована песня «Армянский танец» Ара Геворкяна, однако в действительности была сыграна песня под названием «Sənə də qalmaz» азербайджанского композитора Тофика Кулиева, и лишь после этого была включена часть композиции «Арцах». Ара Геворкян предположил, что азербайджанцы попытались оправдать использование композиции азербайджанской гимнасткой Динарой Гиматовой без его разрешения на Гран-При по художественной гимнастике в 2005 году.
На церемонии, прошедшей в школе № 3 в Масазыре в связи с началом нового учебного года в Азербайджане в 2017 году, ученики выступили со специальным танцем под композицию Ара Геворкяна «Арцах». Произошедшее вызвало скандал, на что школьная администрация заявила, что песня принадлежит азербайджанскому композитору Фикрету Амирову и называется «Жемчужина Карабаха».